# Challenger de Prostějov 2014
El UniCredit Czech Open 2014 fue un torneo de tenis profesional jugado en canchas de tierra batida. Se disputó la 21.ª edición del torneo que formó parte del circuito ATP Challenger Tour 2014. Se llevó a cabo en Prostějov, República Checa entre el 2 y el 8 de junio de 2014.

## Jugadores participantes del cuadro de individuales
| Favorito | País                        | Jugador           | Rank1 | Posición en el torneo |
| -------- | --------------------------- | ----------------- | ----- | --------------------- |
| 1        | Bandera de República Checa  | Radek Štěpánek    | 43    | Semifinales           |
| 2        | Bandera de los Países Bajos | Robin Haase       | 50    | Segunda ronda         |
| 3        | Bandera de República Checa  | Lukáš Rosol       | 52    | Cuartos de final      |
| 4        | Bandera de Kazajistán       | Mikhail Kukushkin | 54    | Cuartos de final      |
| 5        | Bandera de Estados Unidos   | Bradley Klahn     | 71    | Primera ronda         |
| 6        | Bandera de República Checa  | Jiří Veselý       | 81    | CAMPEÓN               |
| 7        | Bandera de Alemania         | Julian Reister    | 91    | Cuartos de final      |
| 8        | Bandera de la India         | Somdev Devvarman  | 96    | Primera ronda         |

| Posición en el torneo   |
| ----------------------- |
| Primera y segunda ronda |
| Cuartos de final        |
| Semifinales             |
| FINAL                   |
| CAMPEÓN                 |

- 1 Se ha tomado en cuenta el ranking del 26 de mayo de 2014.

### Otros participantes
Los siguientes jugadores recibieron una invitación (wild card), por lo tanto ingresan directamente al cuadro principal (WC):
- Robin Haase
- Adam Pavlásek
- Radek Štěpánek
- Jozef Kovalík

Los siguientes jugadores ingresan al cuadro principal como alternantes (Alt):
- Theodoros Angelinos
- Benjamin Balleret
- Ricardo Hocevar

Los siguientes jugadores ingresan al cuadro principal tras disputar el cuadro clasificatorio (Q):
- Julien Obry
- Michal Konečný
- Tristan Lamasine
- Daniel Knoflíček

## Jugadores participantes en el cuadro de dobles

### Cabezas de serie
| Favorito | País                       | Jugador          | País                       | Jugador         | Rank1 | Posición en el torneo |
| -------- | -------------------------- | ---------------- | -------------------------- | --------------- | ----- | --------------------- |
| 1        | Bandera de Polonia         | Tomasz Bednarek  | Bandera de República Checa | Lukáš Dlouhý    | 101   | Cuartos de final      |
| 2        | Bandera de Alemania        | Andre Begemann   | Bandera de República Checa | Lukáš Rosol     | 102   | CAMPEONES             |
| 3        | Bandera de Alemania        | Martin Emmrich   | Bandera de Alemania        | Christopher Kas | 111   | Primera ronda         |
| 4        | Bandera de República Checa | František Čermák | Bandera de Rusia           | Mikhail Elgin   | 123   | Cuartos de final      |

- 1 Se ha tomado en cuenta el ranking del 26 de mayo de 2014.

## Campeones

### Individual Masculino
- Jiří Veselý derrotó en la final a  Norbert Gomboš, 6–2, 6–2

### Dobles Masculino
- Andre Begemann /  Lukáš Rosol derrotaron en la final a  Peter Polansky /  Adil Shamasdin, 6-1 y 6-2.